# Kriegsrolle

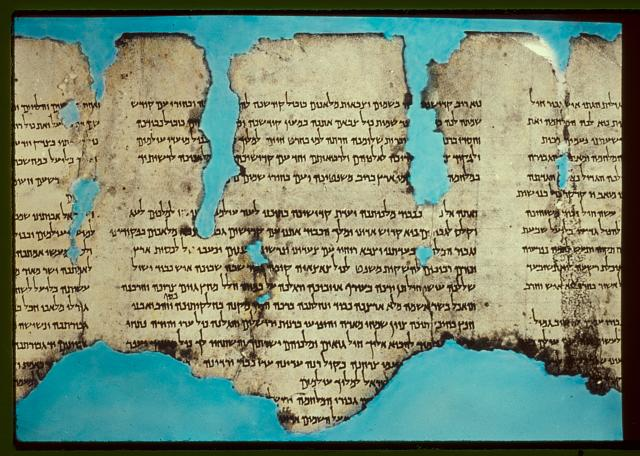
Kriegsrolle

Die Kriegsrolle (Siglum 1QM) ist eine 2,79 m lange und 15–16 cm hohe Lederrolle, die um 30/50 n. Chr. in hebräischer Sprache beschrieben wurde. Sie enthält eine ausführliche Darstellung des Kampfes der „Söhne des Lichts“ mit den „Söhnen der Finsternis“. Der Text stellt Schlachtordnungen und militärische Szenarien dar, ist aber wahrscheinlich eher endzeitlich gemeint. Er verwendet Elemente biblischer Texte zu diesem Thema (Ez 38-39 , Dan 7-12 ).
Die Rolle wurde 1947 in Höhle 1 bei Qumran gefunden und gehört zu den Schriftrollen vom Toten Meer. Weitere Fragmente 4Q491 bis 4Q497 lagen in Höhle 4. Die Rolle befindet sich heute im Schrein des Buches, einem Gebäude des Israel-Museums in Jerusalem.